# プリンセスうぃっちぃず
『プリンセスうぃっちぃず』 (Princess Witches) は、2005年5月27日にぱじゃまソフトより発売されたアダルトゲーム作品。略称は「プリっち」。2006年4月28日には、新規シナリオなどを追加した『プリンセスうぃっちぃず excellent』が発売された。

## 概要
ある出来事をきっかけに主人公の真樹が魔女界の騒動に巻き込まれていく、「ドキドキわくわく魔女っ娘バトルアドベンチャー」。前半は主に学園でのドタバタギャグコメディな展開が主になり、後半は魔女界でのシリアスな展開が主になっている。
本ゲームの大きな目玉に魔女っ娘バトルがある。これは炎・雷・水、小魔法・大魔法などといったカードを組み合わせて相手を撃退するカードバトルである。カードの組み合わせなどにより得点ボーナスが付加されるので、やりこみ要素が高い。また、選択肢の選択内容によりヒロインの好感度が上昇する「ごきげん度システム」なるシステムもある。ヒロインのごきげん度を上昇させておくと、前出のバトルパートにおいてヒロインの必殺技の発動確率が高くなる。
物語は節目節目で1話ごとに区切られる。各話の間にCMのように登場人物がそれぞれ寸劇をしたりする（アバンタイトル）。
題名の「プリンセスうぃっちぃず」の副題は「a princess, which is?」だが、これは「which is」と魔女をあらわす「witches」をかけたものであり、「which is」なのは、本編に重要な理由がある。

## 世界観
真樹たちが住む人間の世界のほか、クルルたち魔女が住む魔女界が存在する。魔女界は人間も男性もいない。常に光に溢れ、夜が来ないなど闇がまったくない世界である。また、子はすべて世界樹から授けられ、その数は1人だけである。
魔女界に伝わるお伽噺によると「その昔、人間界と魔女界は一つであった頃、ソルという光の女王と、オルという闇の女王がいた。二人は人間に恋をしたが、オルは恋に破れ、気を狂わしたオルは人間や魔女を大勢虐殺してしまった。心を痛めたソルはオルを殺し、再びこのようなことが起こらないよう人間界と魔女界を切り離し、闇を封印した」とある。これの真偽は定かではないが、これが魔女界が光だけに包まれている現実の根底をなしていると考えられている。また、その影響か魔女界の魔女たちは闇を、そして闇を狂わせた人間もまた同様に悪ととらえている。
ここでいう「魔法」とは、魔女界にいる炎・水・雷それぞれの精霊に呼びかけ、その力を行使するものである。

## シナリオ
本作では「正義編」・「真実編」・「英雄編」とシナリオが複数用意されている。初回プレイ時は正義編から始め、正義編をクリアすると真実編、真実編をクリアすると英雄編がプレイできるようになる。また、英雄編をクリアすると、おまけエピソードとして（あくまでIFの話として）かれん編が出現する。正義編と真実編では途中までシナリオが一緒だが、正義編で語られたことが真実編に少しずつ影響を与え、結果的に正義編で語られなかった真相が判明する。
正義編（第1話 - 第9話の全9話。ただし林檎ルートを選ぶと、全7話で完結する。）
主にクルルや林檎たち光の側視点で物語が進行する。闇を一方的に悪と決めつけ、クルルと共にボスであるオルを含む闇を殺害する。己の思う「正義」を過信しすぎたがゆえの結果であり、タイトルもこれを意識してつけられたと考えられる。オルを殺害し、魔女の国から闇を封じた後、真樹と林檎は人間界へ帰還し（その際に記憶を消されたと思われる）、真樹は「英雄」という目標に疑念が生じるというほぼバッドエンド。途中で林檎エンドと分岐し、林檎エンドになると自動的に次の話が最終話となる（エンディングを迎えても真実編は出現しない）。
真実編（第1話 - 第4話は正義編と同じシナリオでスキップ可能。第10話 - 第14話の全5話。）
主に委員長やかれんなど闇の側視点で物語が進行する。闇を悪と決め付けることなく、委員長と共に闇が光と共存できる世界を目指すが、光と闇のあまりにも複雑な因果に翻弄され、失敗に終わる。闇の女王となって光を封印しようとした委員長が、自身に残された理性をもってして真樹に自分を殺すよう差し向け、死亡する。こうして闇は封じられるが、真樹は委員長を支えられなかった己の無力さに苛まれるという、こちらもバッドエンド。正義編より多くの謎も解明されるが、結局はハッピーエンドには至らない。途中分岐はなく、真実編のエンディングはこれしかない。
正義編も真実編も、「世界の平和」という意味ではどちらもハッピーエンドを迎えているといってもいい。しかしそれは何者かの代償をもってしてのことであり、真樹らにとって真のハッピーエンドではない。
英雄編（第15話 - 最終話の全3話）
過去の「お伽噺」を含む、すべての謎が明らかにされる。途中の選択肢によってクルルエンドと委員長エンドに分岐する。
かれん編
真樹が誰ともくっつかなかったら（かれんはヒロインの中で唯一、本編内でエンディングが用意されていない）というIFの話。選択肢は用意されておらず、物語を読み進めていくだけである。

## キャラクター

### 主人公
御堂 真樹（みどう まさき）
声優：PCゲーム氷河流、ドラマCD3緑川光
本作の主人公。ヒーローを目指し、日夜努力を重ねている。「英雄の誓い」なる信条を持っている。祖父から与えられた「備前岡崎同田貫越前上長船五郎正国村正宗」（強そうな刀の名前を全てつけて真樹が命名。通称「正宗」）という錆び付いた日本刀を、自分が英雄になるための鍵と信じており、常に持ち歩いている。クルルが告白を受け入れるまで999人の女の子に告白して振られ続けていたが、実は委員長は返事をしていなかった。
戦闘では「敵が使用した魔法を反射できる」という特殊な日本刀で戦う。敵が使う闇属性の大魔法に対抗するための手段はこの反射能力のみ。あるアクシデントでクルルの魔力を真樹が吸収してしまった際に、この能力を得た。また戦闘時には刀の錆びは落ちている。

### ヒロイン
クルル（クルシェンヌ・ルーセル）
声優：PCゲーム・ドラマCD1・2大波こなみ、ドラマCD3幡宮かのこ
身長156cm、3サイズ86/57/82、足のサイズ23cm。
ヒロインの一人で扱いはメイン級。人間界で暴れているマジモンをやっつけるためにやって来た、魔女界のプリンセス。あるアクシデントが元で主人公に魔力を奪われてしまい、行動を共にすることになる。お気楽で天然でちょっぴりわがまま、と子供っぽさが残る。基本的に頭が悪く学業は苦手だが、それ以外のことなら何でもこなす。使い魔はミケ。おバカだけど、本当はすごい力の持ち主。主人公の告白をあっさり受け入れて主人公の連続告白失敗記録をストップさせた。エッチな事にも興味津々。
戦闘では炎・水・雷の3属性の攻撃が可能。正義編の後半に限り、セリフと表情が険しくなる。
変身アイテム「プリティア」を使用して変身する。変身時のセリフは「キャロン。マジカル、リリカル、ステキになーれ」。武器は聖杖プリンセスティアラ。
委員長（いいんちょう）
声優：PCゲーム・ドラマCD1・2手塚まき、ドラマCD3生天目仁美
身長155.5cm、3サイズ85.5/54/83、足のサイズ22.5cm。
ヒロインの一人で扱いはメイン級。主人公のクラスメイト。本名は不明（一説によると名字は山田らしい。作中から推測できる）。生まれに秘密がある。委員長と呼ばれているが実は生徒会書記。一応魔女っ娘委員会の委員長。また、生徒会以外に手品同好会・クロスワード部・美術部・剣道部・手話クラブなど数多くの部活を掛け持ちしている。委員長らしく、夜の外出などには口うるさく注意するが、自分自身にはかなり甘く、寮内では禁止されているペットをこっそり飼っていたり、他の生徒から没収した雑誌類を自分で読んでいる。児童施設で育っているため貧乏だがそのような境遇を上回る貧乏性の持ち主である。使い魔はハムチュウ。オープニングムービーでも名前は「委員長」。実は主人公に告白された時に返事をしておらず、彼に好意を持っている。クルル同様エッチな事に興味津々。
ずっと人間界で過ごしてきたが、本当は魔女である。しかし自分の魔力が制御できないため、戦闘ではターンごとに攻撃属性がランダムで変化する。正義編と真実編の後半のみ3属性を制御できるようになる（威力もそれまでとは桁外れの強さになる）が、同時に表情及びセリフが殺気を帯びる。
一見真面目に見えるがむっつりスケベ。変身時の魔女服（本人の願望が投影される）が他の3人に比べ露出度的にキワどい点や、使い魔のハムチュウの性格（飼い主の深層心理が影響される）などからもそれがうかがえる。
真実編で闇の魔女オルの生まれるはずだった娘・ナターニアの生まれ変わりであり、クルルとは双子の姉妹であることが明かされる。
変身アイテム「セレスティア」を使用して変身する。変身時のセリフは「キャロン。マジカル、サブカル、キレイになーれ」。武器は細身の双剣セレスティアルソード。
雀宮 林檎（すずみや りんご）
声優：PCゲーム・ドラマCD1・2朝宮咲、ドラマCD3神田理江
身長157.5cm、3サイズ79/56/82.5、足のサイズ23.5cm。
ヒロインの一人。主人公の幼馴染であり、雀宮神社の巫女（見習い）。4人のヒロインの中で一番の常識人である。主人公に「この馬鹿ペ○ス」などと罵ったり、ローキックをくらわせたりしていて手が出て足が出て口が出る。ツンデレではなくツッコミ強気系である。だがそれは主人公に対する想いを素直に表せないだけ。巫女なのにお化けが苦手。水泳部に所属していると思いきや実は水球部所属。使い魔はキチえもん。人間的にはまともで家事にも長けている。
攻撃属性は水のみ。ストーリーの進行による戦闘のセリフ変化がない。
変身アイテム「クリスティア」を使用して変身する。変身時のセリフは「キャロン。マジカル、ラジカル、かわいくなーれ」。武器は水晶玉状の精霊石クリスタルスフィア。
春日 かれん（かすが・かれん）
声優：PCゲーム・ドラマCD1・2北都南、ドラマCD3ひと美
身長153cm、3サイズ82/52/79、足のサイズ22cm。
ヒロインの一人。突然学校に転校してきた謎の転校生。あんドーナッツなどの甘いものが大好きで、常人なら食べられないような極甘料理も平気で食べることが出来る。学校では手に使い魔のベルナルドを装着している。最初はそっけない態度をとっているが、物語が進行していくにつれて徐々に変わっていき、魔女ッ子バトルの音声にも表れる。あんドーナツがあればとっても幸せ。カマトトであり毒舌家。上記の「プリンセスうぃっちぃず スーパーアペンドCD」にかれんのシナリオ「かれんはじめてのおかいもの」が収録されている。彼女のEDは全ヒロイン中唯一IF扱いとなっている（この事に不満の声もあった）。ヒロイン中唯一本編で最後まで主人公との肉体関係が進展していない（IFでは進展する）。
真実編で、かれんは本物の魔女ではなく、メイヴィスに作られたホムンクルスであることが判明する（元は普通に世界樹から授けられた子であったが、未熟児であったため生まれて程なく亡くなり、それを嘆いたメイヴィスがその遺体を素体に闇の魔法技術でホムンクルスとして再生させた）。なので魔道具を使わなければ魔法を使えない。攻撃属性は炎のみ。
変身アイテム「ミスティア」を使用して変身する。変身時のセリフは「キャロン。マジカル、シニカル、魔女になーれ」。武器は魔道書ミスティックハウラー。

### サブキャラクター
リリー・アン（リリアン先生）
声優：PCゲーム・ドラマCD1・2友里杏、ドラマCD3こやまきみこ
コロッケの食べ過ぎで入院した中津先生の代わりに学園にやってきた、白衣の下に赤いボディコンを着たナイスバディな非常勤講師。やる事成す事が空回りしてはいるが、一生懸命な先生ではある。美術の先生としてやって来たが、まともに授業を出来たことはほとんどなかった。美術室で夜な夜な何かを作っていたりする非常に素性の怪しいキャラクターである。口癖は「はみゅ〜」。
リリアン・チロル
魔女っ娘委員会の前に立ちはだかる自称「極悪魔女」。理想の「悪」となるため日々（些細な）悪事を繰り返す。自分の作った魔法生命体であるマジモンを操り魔女っ娘委員会に戦いを挑んでくる。魔女としての能力は相当なものであるが天性の間の悪さから殆ど失敗に終わる。誰がどう見てもリリアン先生と同一人物であるが、本人を含め誰一人としてその事にはツッコまない。
魔女としての武器は鞭だが、振っても音を鳴らせないため、威嚇として鞭を振る際、「ピシーッ、ピシーッ！」と鞭の効果音を自分の口で発声する。
ある戦闘で味方として使用可能。彼女自身の属性は魔女っ娘委員会にはいない雷属性だが、攻撃魔法は雷だけでなく水・火も含めた3属性全て使える。
ドラマCD3で登場した彼女の変身用の呪文は「マジカル、ケミカル、あやしくなーれ」。
雀宮 一恋（すずみや いちご）
声優：PCゲーム・ドラマCD1・2友里杏、ドラマCD3こやまきみこ
林檎の妹。パティシエなにゃんこからのゲストキャラクター。常に巫女装束で登場する。装束の袖には何故か色々な物が入っている。
江坂 則男（えさか のりお）
声優：木島宇太
真樹のクラスメイトかつルームメイト。林檎のことが好きだが全く相手にされない。描写はほとんどないが、身体能力は真樹に匹敵する高さ。
中津先生（なかつ）
声優：左大臣
初期の真樹のクラスの担任だが、コロッケの食べ過ぎで入院する。
天王寺（てんのうじ）
声優：左大臣
真樹の隣の席だったが、クルルに席を譲ったり、カレンが来たせいで隣のクラスに移ったりと散々な扱いのキャラ。
ミケ
声優：大波こなみ
クルルの使い魔である雄の三毛猫。本名は「ミケーレ・デ・ラウレンティス」という仰々しい名前だが、結局のところ三毛猫だからミケらしい。クルルのお目付役でもあり常々クルルを説教しているが、そのたびにクルルの八つ当たりを受け縦横斜めに伸ばされたりするので苦労が絶えない。本人自身は高貴なイメージを持っているようだが、その行動や品性は猫そのものである。マジモン・ミケに変身させられたあげく練習台にされた事もある。
ハムチュウ
声優：手塚まき
委員長の使い魔である雄のロボロフスキーハムスター。可愛いらしい外見に似合わず極めて破廉恥な性格をしており、契約の条件にとんでもない事を要求した。その後も魔女っ娘委員会のメンバーに幾度となくセクハラを繰り返す。様々な地方の方言を使いこなす。
キチえもん
声優：朝宮咲
林檎の使い魔であるペンギン。のんびりした性格でとても従順。以前は一恋のペットであった。元はお祭りの射的の景品だったらしい。
ベルナルド
声優：北都南
かれんの使い魔で赤ちゃんドラゴンのぬいぐるみ（パペット）。かれんの心の声の代弁者。鳴き声は可愛いらしいが口調はかなり乱暴。口から炎を吐き強力な歯で噛みつく。
シンシア・ルーセル
声優：杉沢結花
魔女界を治める光の女王。クルルの母親でもある。柔らかく包み込むような雰囲気の女性だが、非常におっとりした性格で重要な会話中でも立ったまま寝てしまうほどである。プライベートではセシリア達とは友人のような関係で接している。
セシリア・ミューズリー
声優：木村あやか
クルルの教育係を勤めている魔女。八賢女の一人。体術に魔力を込める独特の戦闘スタイルを持つ。さっぱりした性格だが間が抜けているところもある。属性は水。
メイヴィスとはシンシアに仕え始めた頃からの友人。同期である女王シンシアやメイヴィスが娘持ちで、かつそのメイヴィスやその娘たちこと魔女っ娘委員会の面々が真樹というオトコを作っている中、自分だけ独り身であるという点を嘆いている。
メイヴィス・ウィンスレット
声優：三咲里奈
魔女界の中心から遠く離れた辺境の地でひっそりと暮らす魔女。かれんの母親。かつては賢女の一人であり女王に次ぐ力を持つと言われていたが、かれんを蘇らせるために禁忌である闇の呪文を使用したことにより中央より追放されている。
古の魔法や錬金術、更に戦闘技術の知識が豊富。料理好きだが致命的に下手。リリアンの師匠でもある。
彼女自身の属性は火だが、もと八賢女筆頭の実力は伊達ではなく、魔法も当然のように三属性使ってくるばかりか闇属性まで使ってくる。バトルでは敵としてのみ戦うことになるが、メイヴィスには特殊補正が働いており、一定数以上コンボを繋ぐまではプレイヤー側からのダメージは1発につき10しか入らない。ある意味ラスボスのオル以上の難敵である。彼女の魔法武器はかれんと同じく魔導書。
ドラマCD3で登場した彼女の変身用の呪文は「マジカル、ロジカル、無敵になーれ」。
チョコリエール
声優：友里杏
リリアンの使い魔兼ペットの雄の黒豚。リリアンとはペットと主人の間を超えた絆で結ばれているらしい。ウィンスレット家の料理番。
オル
声優：杉沢結花
かつて、人間界と魔女界が交流していた時代に実在した「闇の女王」。光の女王「ソル」と共に魔女界を治めていた。御伽話によれば、魔女界に迷い込んだ男性を巡るソルとの争いに敗れ、憎しみから反乱を起こしたが捕らえられソルに処刑された、とされている。
光によって抑え付けられて来た闇の力が限界まで膨れ上がっていたゲーム本編において、女王シンシアの体を乗っ取ってこの世界に蘇り、これまでとは逆に闇の者のみによる魔女界の統治を志した。正義・真実・英雄の全編において最後の敵として登場する。
アスナ
声優：なかやまめぐみ
真樹の持つ「正宗」の本来の形である「アスラーナ」が擬人化した姿。幼女のような姿をしているが口調は古風。太古の昔魔女界が人間界との接点を持ったために起きた悲劇の生き証人であり、その悲劇を二度と繰り返さないために真樹達に力を託す。悲劇の闇の女王オルの力が秘められていて、それを使い時を戻すことができる（真実編も英雄編も、すべて正義編の終了後にアスナが時を戻した第二・第三の正義編といってもよい）。

## スタッフ
- 原画：かんなぎれい
- シナリオ：しげた
- 音楽：アメディオ
- ムービー：神月 社

### 主題歌等
- オープニング主題歌：「I'll try my best!!」
  - 作詞：中山♡マミ、作曲・編曲：Angel Note、歌：中山♡マミ&U-KO
- 挿入歌：「Refrain」
  - 作詞：宮内理恵、作曲：上松範康、編曲：菊田大介、歌：NANA

## 関連商品

### 書籍
- プリンセスうぃっちぃず 公式ビジュアルブック
- プリンセスうぃっちぃず アンソロジーコミックス
- プリンセスうぃっちぃず オムニバス（1）
- プリンセスうぃっちぃず オムニバス（2）

### CD
- プリンセスうぃっちぃず OriginalSoundTracks
- プリンセスうぃっちぃず ドラマちっくCD
- プリンセスうぃっちぃず ドラマちっくCDすぺしゃる
- プリンセスうぃっちぃず ハイ☆ぱ~ドラマCD
- ぱじゃまラジオ プリっちラジオ

### カードゲーム
Lycee
シルバーブリッツのトレーディングカードゲーム、Lyceeに参戦している。収録エキスパンションは、PRODUCTION PENCIL1.0など。

## WEBラジオ
2006年夏にドラマCD「プリンセスうぃっちぃず ハイ☆ぱ〜ドラマCD」が発売した。また2006年4月28日から2006年12月27日まで全8回で「プリっちラジオ」が配信がされた。パーソナリティはクルル役の幡宮かのこと雀宮林檎役の神田理江が務めている。

## その他

### 初回特典等
- 初回特典版にはぱじゃまソフトのゲーム作品「パティシエなにゃんこ」がついていた。
- 2006年4月17日にユーザー登録者に「プリンセスうぃっちぃず スーパーアペンドCD」が配布された。
- 2006年4月28日に上記のアペンドCDが同梱、及びシステム回りの強化が行われた廉価版「プリンセスうぃっちぃず EXCELLENT」が発売されている。

### 初回生産版回収
2005年6月に、コンピュータソフトウェア倫理機構の審査基準に違反する表現があったとして初回生産版の自主回収が行われた（女子校生と表記すべきところを女子高生と誤記していた）。